# Belweder

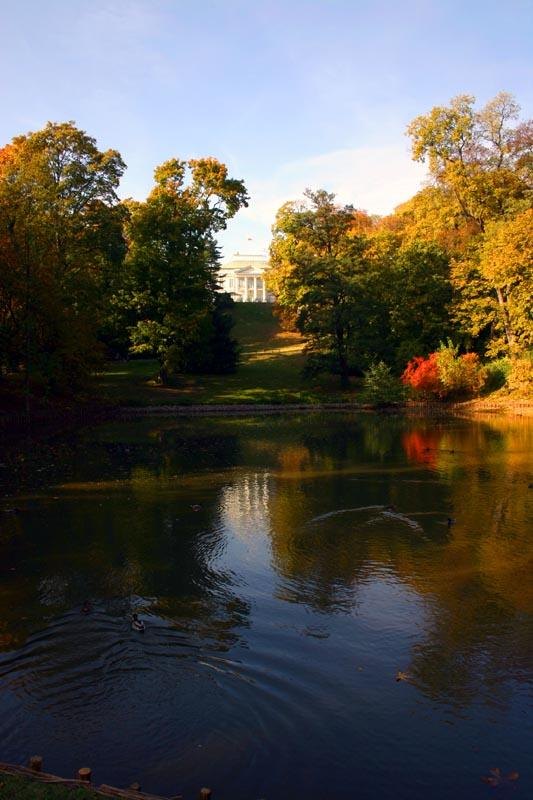
Cung điện Belweder, nhìn từ Công viên Łazienki, bên dưới Cung điện.

Belweder (phát âm tiếng Ba Lan: [bɛlˈvɛdɛr]; đầy đủ là Pałac Belwederski, Cung điện Belweder, xuất phát từ belvedere trong tiếng Ý) là một cung điện ở Warsaw, gần Công viên Łazienki. Nơi đây được sử dụng như một nơi ở chính thức của các tổng thống Ba Lan.

## Lịch sử
Tòa nhà hiện tại là tòa nhà mới nhất trong một số lần tu sửa kể từ năm 1660. Belweder từng thuộc về vị vua cuối cùng của Ba Lan, Stanisław August Poniatowski, người đã sử dụng nó như một nhà máy sản xuất sứ. Từ năm 1818, đây là nơi ở của Đại công tước Nga Constantine, người đã chạy trốn vào đầu cuộc nổi dậy tháng 11 năm 1830.
Sau khi tái lập nền độc lập của Ba Lan sau Thế chiến I, với sự gián đoạn năm 1922-26, đây là nơi ở của Nguyên soái Józef Piłsudski, Chánh văn phòng (1918-22) và sau đó (1926-35) là nơi trú của Quân đội Ba Lan, những người đã chết ở đó vào năm 1935. (Trong cuộc đảo chính tháng 5 năm 1926, Tổng thống Stanisław Wojciechowski đã từ bỏ nơi đây trước các lực lượng tiến công của Piłsudski.)
Trong Thế chiến II, tòa nhà đã được tu sửa lại để cho Hans Frank, Thống đốc của " Chính phủ " của Ba Lan. Nơi đây vẫn là một trong số ít các công trình ban đầu ở Warsaw còn tồn tại trong Thế chiến II.
Vào những năm 1945-1952, đây là nơi ở của Bolesław Bierut, và sau đó là chủ tịch của Hội đồng Nhà nước. Từ năm 1989 đến tháng 7 năm 1994, đây là nơi ở chính thức của các tổng thống Ba Lan (Wojciech Jaruzelski và Lech Wałęsa), nhưng lại quá nhỏ bé. Sau đó, tổng thống Bronisław Komorowski đã sử dụng nó làm nơi ở riêng của mình.
Belweder thường được Tổng thống và chính phủ sử dụng cho các nghi lễ, trong khi Tổng thống sống và làm việc tại " Dinh Tổng thống " ở trung tâm thành phố. Nó cũng phục vụ như một nơi cư trú chính thức cho các nguyên thủ quốc gia trong các chuyến thăm chính thức tới Ba Lan và các vị khách quan trọng khác. Đã có kế hoạch biến Cung điện Belweder thành một bảo tàng dành riêng cho Józef Piłsudski. Hiện tại nơi đây có một triển lãm nhỏ dành cho Thống chế.

## Hình ảnh

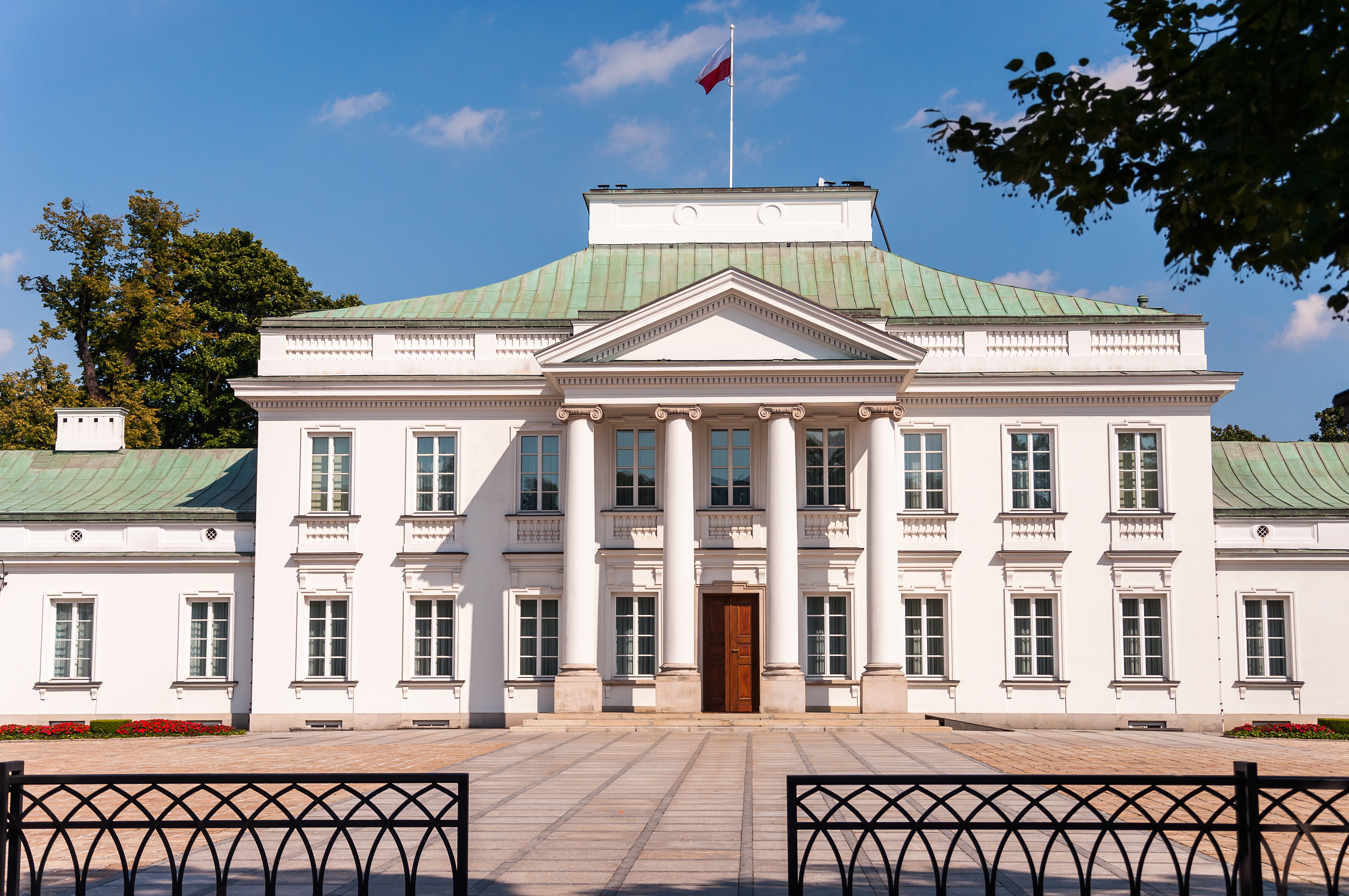
Mặt tiền của cung điện
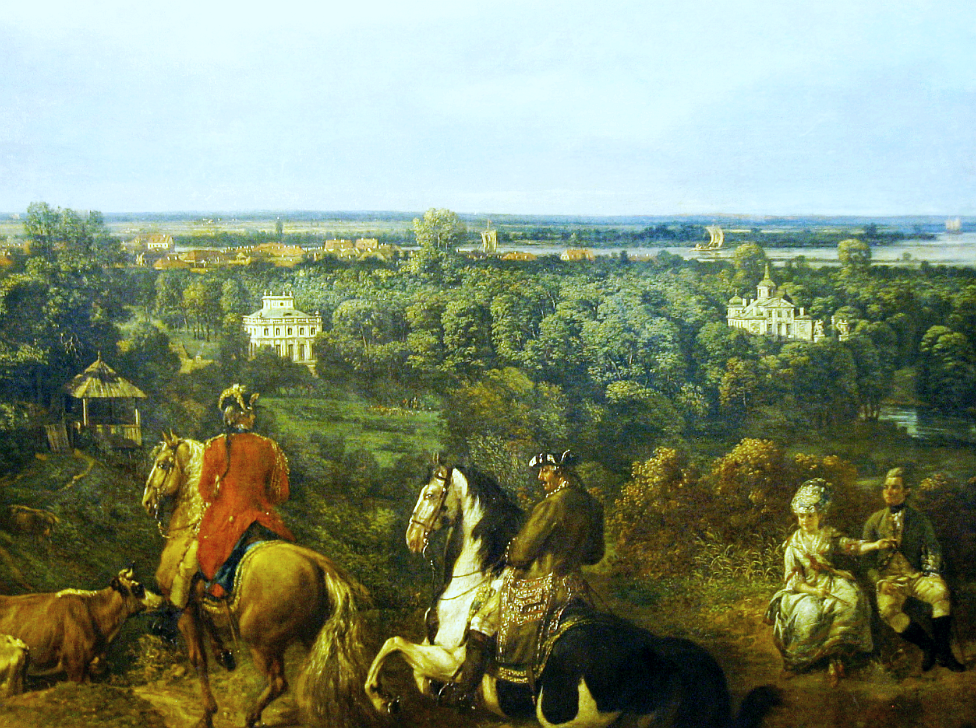
Công viên Łazienki vào năm 1775 của Bernardo Bellotto
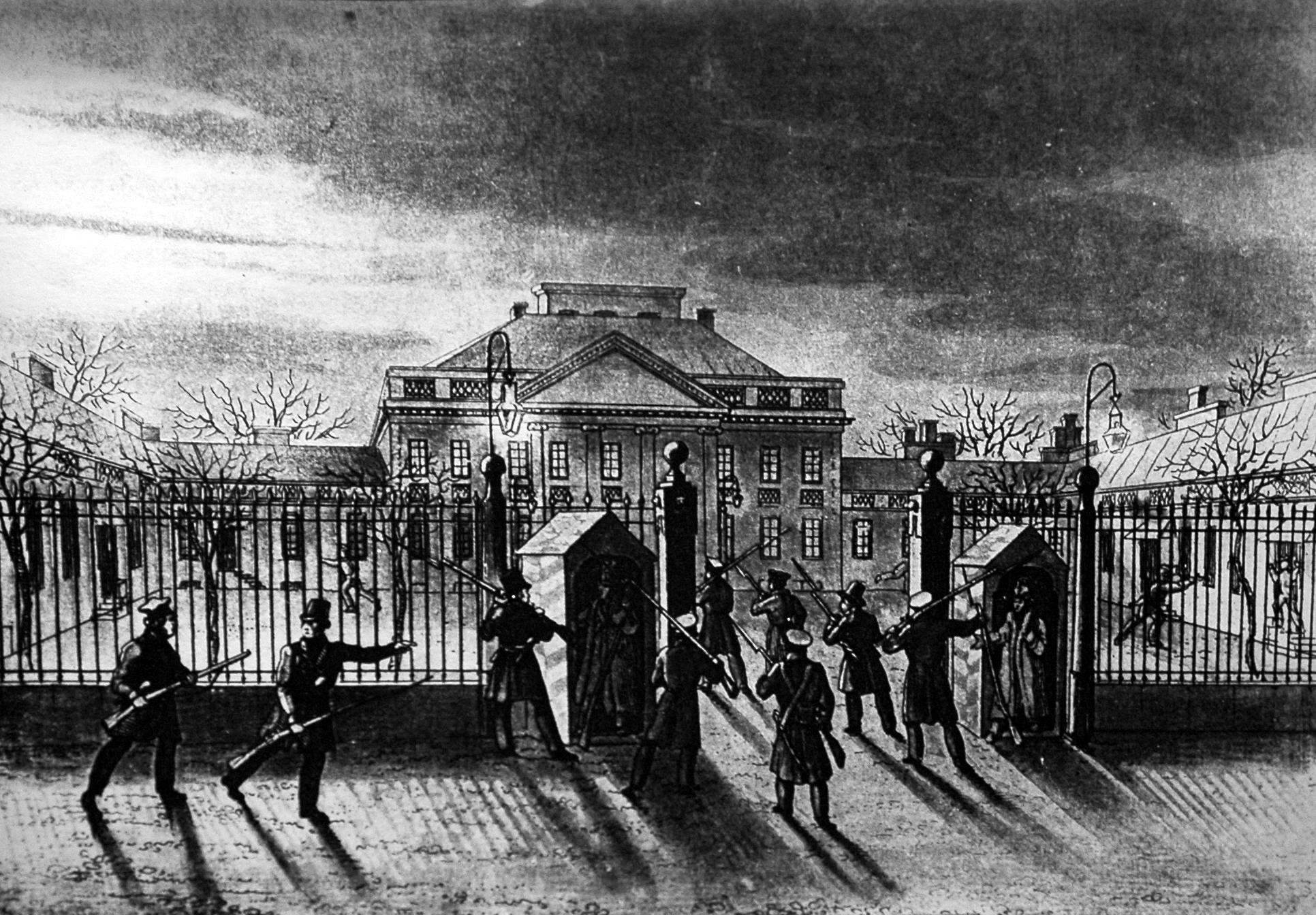
Cung điện Belweder trong cuộc nổi dậy tháng 11
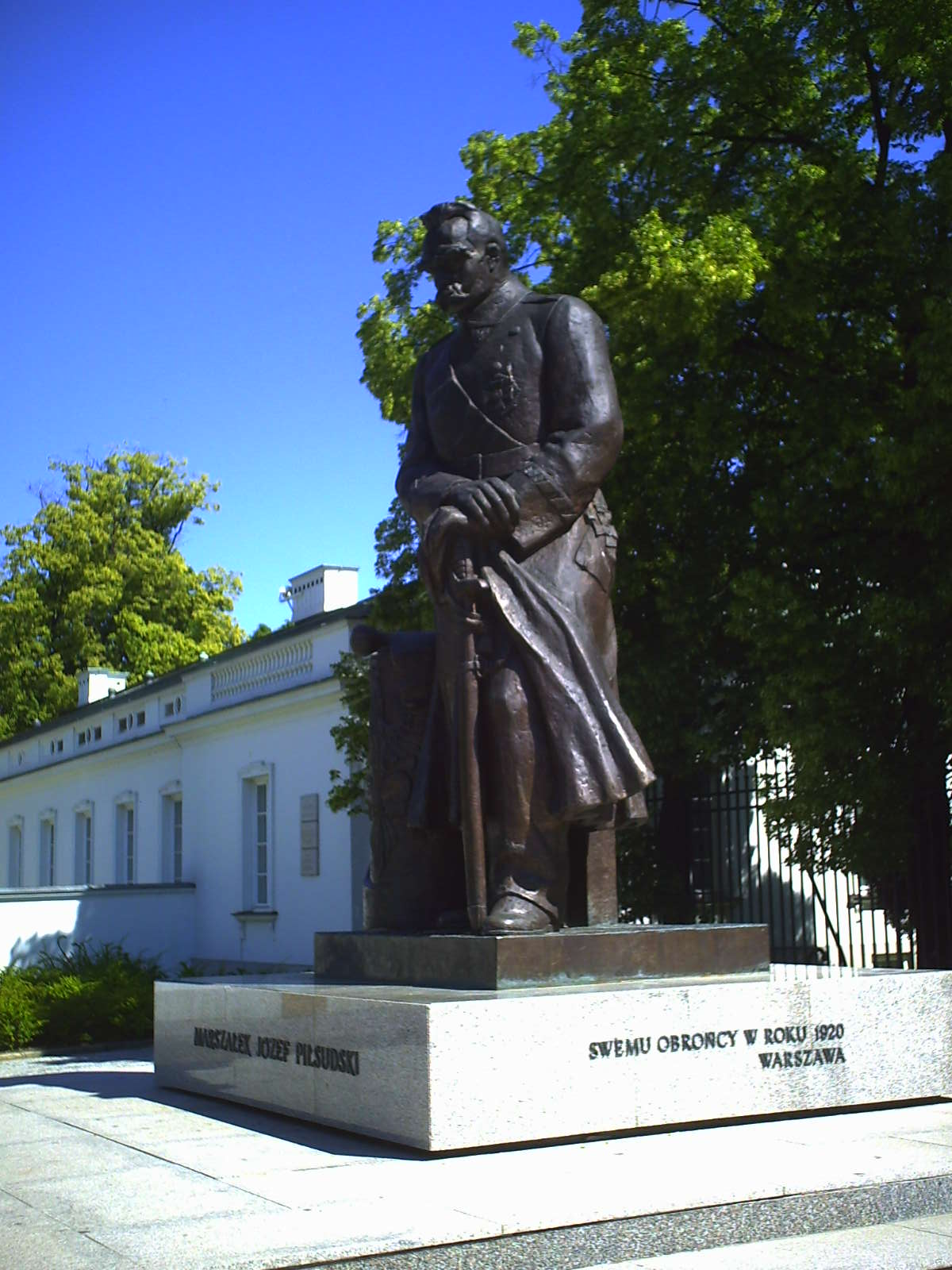
Tượng Józef Piłsudski trước cung điện Belweder, nơi ở của Piłsudski